# Abramovskaïa

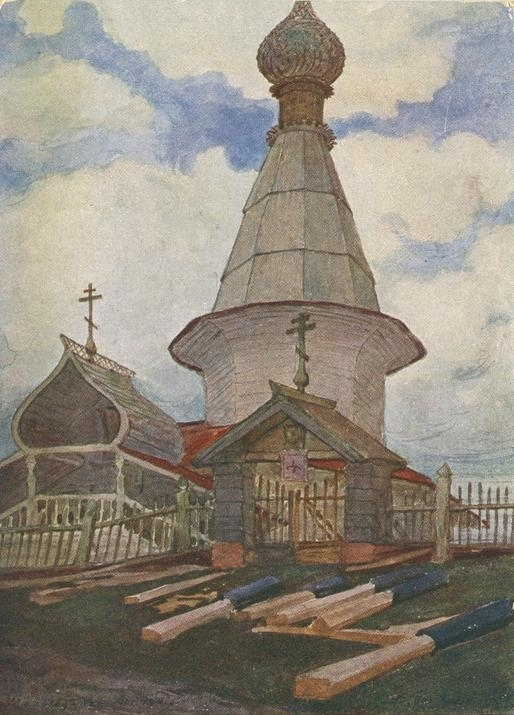
L'église Saint-Nicolas, peinte par Vladimir Plotnikov (1866-1917), carte postale ancienne.

Abramovskaïa (Абрамовская) est un village dans le nord de la Russie faisant partie du raïon d'Onega dans l'oblast d'Arkhangelsk. Il appartient à la commune rurale de Malochouïka.

## Géographie
Le village se trouve au bord de la rivière Malochouïka, affluent de la Nimenga qui se jette ensuite dans l'Onega. Le gros village de Malochouïka est plus loin au sud-est à 2 kilomètres.

## Population
Selon le recensement fédéral de 2010, le village comptait 237 habitants et en 2009, 235 habitants dont 72 retraités.

## Églises
Le village conserve un ensemble architectural protégé représentant une « triade » (troïnik) d'églises, c'est-à-dire l'ensemble traditionnel d'églises de bois que l'on rencontre dans le nord de la Russie : une église d'été (non chauffée), une église d'hiver et un clocher. Ce sont l'église de la Présentation avec cinq dômes construite en 1873 à l'emplacement d'une ancienne église de 1698 brûlée en 1870 ; l'église Saint-Nicolas avec son chatior construite en 1638 et enfin le clocher construit en 1807. Cet ensemble est l'un des six entièrement conservés de la Russie du Nord.